# Tatjana Schoenmaker
Tatjana Schoenmaker (Johannesburg, 6 juli 1997) is een Zuid-Afrikaanse zwemster. Haar Nederlandse vader René emigreerde in 1989 uit Naaldwijk naar Zuid-Afrika, waar hij trouwde met de Zuid-Afrikaanse Renske.

## Carrière
Bij haar internationale debuut, op de wereldkampioenschappen kortebaanzwemmen 2014 in Doha, strandde Schoenmaker in de series van zowel de 50, 100 en 200 meter schoolslag als de 200 meter wisselslag. Op de 4×50 meter wisselslag werd ze samen met Erin Gallagher, Trudi Maree en Lahesta Kemp uitgeschakeld in de series, samen met Lahesta Kemp, Rene Warnes en Trudi Maree strandde ze in de series van de 4×100 meter wisselslag.
Op de Gemenebestspelen 2018 in Gold Coast veroverde de Zuid-Afrikaanse de gouden medaille op zowel de 100 als de 200 meter schoolslag, daarnaast eindigde ze als vierde op de 50 meter schoolslag.
In Gwangju nam ze deel aan de wereldkampioenschappen zwemmen 2019. Op dit toernooi sleepte ze de zilveren medaille in de wacht op de 200 meter schoolslag, daarnaast eindigde ze als zesde op de 100 meter schoolslag en werd ze uitgeschakeld in de series van de 50 meter schoolslag. Op de 4×100 meter wisselslag strandde ze samen met Mariella Venter, Tayla Lovemore en Emma Chelius in de series, samen met Christopher Reid, Ryan Coetzee en Erin Gallagher werd ze uitgeschakeld in de series van de 4×100 meter wisselslag gemengd.
Tijdens de Olympische Spelen 2020 zwom ze in een wereldrecordtijd van 2.18,95 naar het goud.
Tijdens de Olympische Zomerspelen 2024 won ze goud op de 100 meter schoolslag.

## Internationale toernooien
| Jaar  | Olympische Spelen | WK langebaan | WK kortebaan | PanPacs       | Gemenebestspelen                                      |
| ----- | ----------------- | --- | --- | ------------- | ----------------------------------------------------- |
| 2014  |                   | | 37e 50m schoolslag 35e 100m schoolslag 29e 200m schoolslag 40e 200m wisselslag 10e 4×50m wisselslag 13e 4×100m wisselslag | geen deelname | geen deelname                                         |
| 2015  |                   | geen deelname | |               |                                                       |
| 2016  | geen deelname     | | geen deelname |               |                                                       |
| 2017  |                   | geen deelname | |               |                                                       |
| 2018  |                   | | geen deelname | geen deelname | 4e 50m schoolslag · 100m schoolslag · 200m schoolslag |
| 2019  |                   | 17e 50m schoolslag · 6e 100m schoolslag · 200m schoolslag · 17e 4×100m wisselslag · 15e 4×100m wisselslag gemengd | |               |                                                       |
| 2020* | 200m schoolslag · | | |               |                                                       |
| 2024  | 100m schoolslag   | | |               |                                                       |

 *) De internationale toernooien die in 2020 zouden plaatsvinden werden vanwege de coronapandemie uitgesteld tot 2021.

## Persoonlijke records
Bijgewerkt tot en met 25 juli 2019
Kortebaan
| Afstand         | Tijd    | Datum           | Plaats |
| --------------- | ------- | --------------- | ------ |
| 50m schoolslag  | 31,70   | 7 augustus 2014 | Durban |
| 100m schoolslag | 1.07,81 | 9 augustus 2014 | Durban |
| 200m schoolslag | 2.25,55 | 8 augustus 2014 | Durban |

Langebaan
| Afstand         | Tijd       | Datum        | Plaats     |
| --------------- | ---------- | ------------ | ---------- |
| 50m schoolslag  | 30,82      | 6 april 2018 | Gold Coast |
| 100m schoolslag | 1.04,82    | 27 juli 2021 | Tokio      |
| 200m schoolslag | WR 2.18,95 | 30 juli 2021 | Tokio      |